# Ашаги Фараджан
Ашаги Фараджан (азерб. Aşağı Fərəcan) — село у Лачинському районі Азербайджану. Село розташоване за 31 км на північний захід від районного центру, міста Лачина. Село розташоване за 4 км на північний схід від села Кушчулар та за 5 км на захід від села Спітакашен
З 1992 по 2020 рік було під Збройні сили Вірменії окупацією і називалось Арар (вірм. Հարար), входячи в Кашатазький район невизнаний Нагірно-Карабаська Республіка. 1 грудня 2020 в ході Другої карабаської війни села було звільнено Збройні сили Азербайджану. (вірмени трактують це як окупацію).